# Heeresmusikkorps Kassel

Bis zum Unterstellungswechsel trug das HMK 2 das Divisionsabzeichen der 2. Panzergrenadierdivision

Das Heeresmusikkorps Kassel (HMusKorps Kassel), bis 18. September 2013 Heeresmusikkorps 2 (HMusKorps 2) mit Standort Kassel ist ein Musikkorps des deutschen Heeres. Im Zuge der Neuausrichtung der Bundeswehr wurde das Heeresmusikkorps 2 dem Streitkräfteamt unterstellt, und ist somit Teil der Streitkräftebasis. Es ist das einzige Musikkorps der Bundeswehr im Bundesland Hessen.

## Aufgabe
Das Orchester versieht seine Aufgaben im Bereich des Truppenzeremoniells in Hessen und den angrenzenden Bundesländern. Daneben stehen zahlreiche Benefizkonzerte auf dem Programm. Auch im Ausland wird das Musikkorps eingesetzt, etwa auf Konzerttourneen oder im Rahmen der Truppenbetreuung.

## Geschichte
Das Heeresmusikkorps 2 wurde am 1. Juli 1956 unter der Bezeichnung IV A als Musikkorps der 2. Grenadierdivision in Kassel aufgestellt. Am 16. März 1959 erhielt das Orchester die Bezeichnung Heeresmusikkorps 2. Im Zuge der Auflösung der 2. Grenadierdivision setzte sich u. a. die Stadt Baunatal für den Erhalt des Orchesters ein und übernimmt seitdem eine Patenschaft. Standort des Orchesters ist die ehemalige Lüttich-Kaserne in Kassel.

## Leitung
| Zeitraum  | Dienstgrad     | Name                |
| --------- | -------------- | ------------------- |
| 1956–1964 | Hauptmann      | Hermann Wismer      |
| 1964–1972 | Oberstleutnant | Ernst Müller        |
| 1972–1981 | Major          | Wolfgang Rödiger    |
| 1981–1983 | Major          | Heinz Schiffer      |
| 1983–1989 | Oberstleutnant | Bernhard Höfele     |
| 1989–1995 | Major          | Walter Ratzek       |
| 1995–1997 | Major          | Roland Kahle        |
| 1997–2008 | Oberstleutnant | Wolfgang Willems    |
| 2008–2014 | Oberstleutnant | Reinhard Kiauka     |
| 2014–2015 | Oberstleutnant | Christian Blüggel   |
| 2015–2025 | Oberstleutnant | Tobias Terhardt     |
| seit 2025 | Hauptmann      | Christoph Schiffers |

## Besetzungen
Das Heeresmusikkorps 2 ist ein sinfonisches Blasorchester. Daneben treten die Musiker auch in kleineren Besetzungen auf, neben einer Egerländer-Formation auch zahlreiche kammermusikalische Besetzungen.